# Maroantsetra (stad)
Maroantsetra is een stad in Madagaskar, gelegen in de regio Analanjirofo. De stad telde in 2005 ongeveer 22.500 inwoners.

## Geschiedenis
Tot 1 oktober 2009 lag Maroantsetra in de provincie Toamasina. Deze werd echter opgeheven en vervangen door de regio Analanjirofo. Tijdens deze wijziging werden alle autonome provincies opgeheven en vervangen door de in totaal 22 regio's van Madagaskar.

## Infrastructuur
Maroantsetra beschikt over een eigen haven. Tevens heeft de stad beschikking over haar eigen luchthaven.